# Eugénine
L'eugénine est un composé de la famille des chromones. Elle est notamment présente dans le giroflier et est responsable de l'amertume des carottes.

## Dérivés
- La 6-hydroxyméthyleugénine a été isolée dans des champignons de l'espèce Chaetomium minutum[3].